# Sanjin Prcić
Sanjin Prcić (Belfort, 20 novembre 1993) è un calciatore francese naturalizzato bosniaco, centrocampista svincolato  e della nazionale bosniaca.

## Caratteristiche tecniche
Centrocampista centrale, bravo tecnicamente, è molto abile nel verticalizzare e possiede inoltre un'ottima visione di gioco, che gli permette di fornire sempre passaggi molto precisi sia lunghi che corti.

## Carriera

### Club
Nel settembre del 2012 ha rimediato la rottura del legamento crociato restando fuori dai campi per sei mesi.
Nel 2014 passa dal Sochaux al Rennes per una cifra superiore a un milione di euro.
Dopo 20 presenze ed una rete con la maglia dei francesi, nell'ultimo giorno di mercato il 31 agosto 2015, passa in prestito con diritto di riscatto (fissato a poco meno di 1.5 milioni di euro) al Torino.
Nell'ultimo giorno del calciomercato invernale passa in prestito al Perugia ed esordisce subito al Renato Curi il 6 febbraio contro lo Spezia.
Il 28 dicembre 2019 viene ceduto con la formula del prestito allo Strasburgo dopo una prima parte di stagione ai margini della rosa del Levante.

### Nazionale
Dopo aver militato nelle nazionali giovanili bosniache, gioca per due anni dal 2011 al 2013, nell'U-21.
Il 4 settembre 2014 debutta ufficialmente in Nazionale maggiore, giocando complessivamente tutti i 90 minuti, nell'amichevole vinta per 3-0 contro il Liechtenstein.

## Statistiche

### Presenze e reti nei club
Statistiche aggiornate al 30 giugno 2019.
| Stagione        | Squadra         | Campionato      | Campionato | Campionato | Coppe nazionali | Coppe nazionali | Coppe nazionali | Coppe continentali | Coppe continentali | Coppe continentali | Altre coppe | Altre coppe | Altre coppe | Totale | Totale |
| Stagione        | Squadra         | Comp            | Pres       | Reti       | Comp            | Pres            | Reti            | Comp               | Pres               | Reti               | Comp        | Pres        | Reti        | Pres   | Reti   |
| --------------- | --------------- | --------------- | ---------- | ---------- | --------------- | --------------- | --------------- | ------------------ | ------------------ | ------------------ | ----------- | ----------- | ----------- | ------ | ------ |
| 2013-2014       | Sochaux         | L1              | 29         | 0          | CF+CdL          | 2+1             | 1+1             | -                  | -                  | -                  | -           | -           | -           | 32     | 2      |
| 2014-2015       | Rennes          | L1              | 17         | 1          | CF+CdL          | 1+2             | 0               | -                  | -                  | -                  | -           | -           | -           | 20     | 1      |
| 2015-gen. 2016  | Torino          | A               | 2          | 0          | CI              | 1               | 0               | -                  | -                  | -                  | -           | -           | -           | 3      | 0      |
| gen.-giu. 2016  | Perugia         | B               | 13         | 3          | CI              | -               | -               | -                  | -                  | -                  | -           | -           | -           | 13     | 3      |
| 2016-2017       | Rennes          | L1              | 25         | 1          | CF+CdL          | 2+1             | 0               | -                  | -                  | -                  | -           | -           | -           | 28     | 1      |
| 2017-2018       | Rennes          | L1              | 19         | 1          | CF+CdL          | 0+1             | 0+1             | -                  | -                  | -                  | -           | -           | -           | 20     | 2      |
| Totale Rennes   | Totale Rennes   | Totale Rennes   | 61         | 3          |                 | 7               | 1               |                    | -                  | -                  |             | -           | -           | 68     | 4      |
| 2018-gen. 2019  | Levante         | PD              | 10         | 0          | CR              | 4               | 0               | -                  | -                  | -                  | -           | -           | -           | 14     | 0      |
| gen.-giu. 2019  | Strasburgo      | L1              | 13         | 2          | CF+CdL          | 0+2             | 0               | -                  | -                  | -                  | -           | -           | -           | 15     | 2      |
| Totale carriera | Totale carriera | Totale carriera | 128        | 8          |                 | 17              | 3               |                    | -                  | -                  |             | -           | -           | 145    | 11     |

### Cronologia presenze e reti in Nazionale

#### Nazionale maggiore
| Cronologia completa delle presenze e delle reti in nazionale ― Bosnia ed Erzegovina | Cronologia completa delle presenze e delle reti in nazionale ― Bosnia ed Erzegovina | Cronologia completa delle presenze e delle reti in nazionale ― Bosnia ed Erzegovina | Cronologia completa delle presenze e delle reti in nazionale ― Bosnia ed Erzegovina | Cronologia completa delle presenze e delle reti in nazionale ― Bosnia ed Erzegovina | Cronologia completa delle presenze e delle reti in nazionale ― Bosnia ed Erzegovina | Cronologia completa delle presenze e delle reti in nazionale ― Bosnia ed Erzegovina | Cronologia completa delle presenze e delle reti in nazionale ― Bosnia ed Erzegovina |
| Data                                                                                | Città                                                                               | In casa                                                                             | Risultato                                                                           | Ospiti                                                                              | Competizione                                                                        | Reti                                                                                | Note                                                                                |
| ----------------------------------------------------------------------------------- | ----------------------------------------------------------------------------------- | ----------------------------------------------------------------------------------- | ----------------------------------------------------------------------------------- | ----------------------------------------------------------------------------------- | ----------------------------------------------------------------------------------- | ----------------------------------------------------------------------------------- | ----------------------------------------------------------------------------------- |
| 4-9-2014                                                                            | Tuzla                                                                               | Bosnia ed Erzegovina                                                                | 3 – 0                                                                               | Liechtenstein                                                                       | Amichevole                                                                          | -                                                                                   |                                                                                     |
| 9-9-2014                                                                            | Zenica                                                                              | Bosnia ed Erzegovina                                                                | 1 – 2                                                                               | Cipro                                                                               | Qual. Euro 2016                                                                     | -                                                                                   | 28’ 62’                                                                             |
| 16-11-2014                                                                          | Haifa                                                                               | Israele                                                                             | 3 – 0                                                                               | Bosnia ed Erzegovina                                                                | Qual. Euro 2016                                                                     | -                                                                                   | 45’                                                                                 |
| 31-3-2015                                                                           | Vienna                                                                              | Austria                                                                             | 1 – 1                                                                               | Bosnia ed Erzegovina                                                                | Amichevole                                                                          | -                                                                                   | 79’                                                                                 |
| 25-3-2016                                                                           | Lussemburgo                                                                         | Lussemburgo                                                                         | 0 – 3                                                                               | Bosnia ed Erzegovina                                                                | Amichevole                                                                          | -                                                                                   | 77’                                                                                 |
| 28-3-2017                                                                           | Elbasan                                                                             | Albania                                                                             | 1 – 2                                                                               | Bosnia ed Erzegovina                                                                | Amichevole                                                                          | -                                                                                   | 46’                                                                                 |
| 11-10-2018                                                                          | Rize                                                                                | Turchia                                                                             | 0 – 0                                                                               | Bosnia ed Erzegovina                                                                | Amichevole                                                                          | -                                                                                   | 46’                                                                                 |
| 18-11-2018                                                                          | Las Palmas                                                                          | Spagna                                                                              | 1 – 0                                                                               | Bosnia ed Erzegovina                                                                | Amichevole                                                                          | -                                                                                   | 79’                                                                                 |
| 12-10-2021                                                                          | Leopoli                                                                             | Ucraina                                                                             | 1 – 1                                                                               | Bosnia ed Erzegovina                                                                | Qual. Mondiali 2022                                                                 | -                                                                                   | 58’                                                                                 |
| 13-11-2021                                                                          | Zenica                                                                              | Bosnia ed Erzegovina                                                                | 1 – 3                                                                               | Finlandia                                                                           | Qual. Mondiali 2022                                                                 | -                                                                                   | 56’ 83’                                                                             |
| 16-11-2021                                                                          | Zenica                                                                              | Bosnia ed Erzegovina                                                                | 0 – 2                                                                               | Ucraina                                                                             | Qual. Mondiali 2022                                                                 | -                                                                                   | 64’                                                                                 |
| 4-6-2022                                                                            | Helsinki                                                                            | Finlandia                                                                           | 1 – 1                                                                               | Bosnia ed Erzegovina                                                                | UEFA Nations League 2022-2023 - 1º turno                                            | -                                                                                   | 45’                                                                                 |
| 7-6-2022                                                                            | Zenica                                                                              | Bosnia ed Erzegovina                                                                | 1 – 0                                                                               | Romania                                                                             | UEFA Nations League 2022-2023 - 1º turno                                            | -                                                                                   | 46’                                                                                 |
| 14-6-2022                                                                           | Zenica                                                                              | Bosnia ed Erzegovina                                                                | 3 – 2                                                                               | Finlandia                                                                           | UEFA Nations League 2022-2023 - 1º turno                                            | -                                                                                   | 46’                                                                                 |
| 23-3-2023                                                                           | Zenica                                                                              | Bosnia ed Erzegovina                                                                | 3 – 0                                                                               | Islanda                                                                             | Qual. Euro 2024                                                                     | -                                                                                   | 71’                                                                                 |
| 26-3-2023                                                                           | Bratislava                                                                          | Slovacchia                                                                          | 2 – 0                                                                               | Bosnia ed Erzegovina                                                                | Qual. Euro 2024                                                                     | -                                                                                   | 63’                                                                                 |
| 17-6-2023                                                                           | Lisbona                                                                             | Portogallo                                                                          | 3 – 0                                                                               | Bosnia ed Erzegovina                                                                | Qual. Euro 2024                                                                     | -                                                                                   | 79’                                                                                 |
| Totale                                                                              |                                                                                     | Presenze                                                                            | 17                                                                                  |                                                                                     | Reti                                                                                | 0                                                                                   |                                                                                     |

#### Nazionale Under-21
| Cronologia completa delle presenze e delle reti in nazionale ― Bosnia ed Erzegovina under 21 | Cronologia completa delle presenze e delle reti in nazionale ― Bosnia ed Erzegovina under 21 | Cronologia completa delle presenze e delle reti in nazionale ― Bosnia ed Erzegovina under 21 | Cronologia completa delle presenze e delle reti in nazionale ― Bosnia ed Erzegovina under 21 | Cronologia completa delle presenze e delle reti in nazionale ― Bosnia ed Erzegovina under 21 | Cronologia completa delle presenze e delle reti in nazionale ― Bosnia ed Erzegovina under 21 | Cronologia completa delle presenze e delle reti in nazionale ― Bosnia ed Erzegovina under 21 | Cronologia completa delle presenze e delle reti in nazionale ― Bosnia ed Erzegovina under 21 |
| Data                                                                                         | Città                                                                                        | In casa                                                                                      | Risultato                                                                                    | Ospiti                                                                                       | Competizione                                                                                 | Reti                                                                                         | Note                                                                                         |
| -------------------------------------------------------------------------------------------- | -------------------------------------------------------------------------------------------- | -------------------------------------------------------------------------------------------- | -------------------------------------------------------------------------------------------- | -------------------------------------------------------------------------------------------- | -------------------------------------------------------------------------------------------- | -------------------------------------------------------------------------------------------- | -------------------------------------------------------------------------------------------- |
| 12-11-2011                                                                                   | Achna                                                                                        | Cipro under 21                                                                               | 2 – 1                                                                                        | Bosnia ed Erzegovina under 21                                                                | Qual. Europeo Under-21 2013                                                                  | -                                                                                            | 86’                                                                                          |
| 14-11-2011                                                                                   | Tripoli                                                                                      | Grecia under 21                                                                              | 0 – 1                                                                                        | Bosnia ed Erzegovina under 21                                                                | Qual. Europeo Under-21 2013                                                                  | -                                                                                            | 89’                                                                                          |
| 29-2-2012                                                                                    | Belgrado                                                                                     | Serbia under 21                                                                              | 2 – 0                                                                                        | Bosnia ed Erzegovina under 21                                                                | Amichevole                                                                                   | -                                                                                            | 65’                                                                                          |
| 4-6-2013                                                                                     | Tuzla                                                                                        | Bosnia ed Erzegovina under 21                                                                | 1 – 1                                                                                        | Serbia under 21                                                                              | Amichevole                                                                                   | -                                                                                            | 78’                                                                                          |
| 11-6-2013                                                                                    | Zenica                                                                                       | Bosnia ed Erzegovina under 21                                                                | 4 – 1                                                                                        | Albania under 21                                                                             | Qual. Europeo Under-21 2015                                                                  | -                                                                                            | 46’                                                                                          |
| 13-8-2013                                                                                    | Mostar                                                                                       | Bosnia ed Erzegovina under 21                                                                | 1 – 1                                                                                        | Montenegro under 21                                                                          | Amichevole                                                                                   | -                                                                                            | 65’                                                                                          |
| 5-9-2013                                                                                     | Kecskemét                                                                                    | Ungheria under 21                                                                            | 4 – 1                                                                                        | Bosnia ed Erzegovina under 21                                                                | Qual. Europeo Under-21 2015                                                                  | 1                                                                                            | 73’                                                                                          |
| 9-9-2013                                                                                     | Zenica                                                                                       | Bosnia ed Erzegovina under 21                                                                | 0 – 2                                                                                        | Austria under 21                                                                             | Qual. Europeo Under-21 2015                                                                  | -                                                                                            | 72’                                                                                          |
| 14-11-2013                                                                                   | Zenica                                                                                       | Bosnia ed Erzegovina under 21                                                                | 1 – 6                                                                                        | Spagna under 21                                                                              | Qual. Europeo Under-21 2015                                                                  | 1                                                                                            |                                                                                              |
| Totale                                                                                       |                                                                                              | Presenze                                                                                     | 9                                                                                            |                                                                                              | Reti                                                                                         | 2                                                                                            |                                                                                              |

## Palmarès

### Competizioni nazionali
- Coppa di Lega francese: 1

Strasburgo: 2018-2019